# Skægkær
Skægkær er en by i Midtjylland med 447 indbyggere  (2024), beliggende 1 km sydvest for Sejling, 9 km sydøst for Kjellerup og 6 km nordvest for Silkeborg. Byen hører til Silkeborg Kommune og ligger i Region Midtjylland.
Skægkær hører til Sejling Sogn og er sognets største by. Sejling Kirke ligger i Sejling.

## Faciliteter
Skægkærskolen er grundlagt i oktober 1964 og har 355 elever, fordelt på 0.-9. klassetrin. Skolens fritidsdel består af en SFO og en fritidsklub for 4.-6. klasse.
Idrætsforeningen Centrum tilbyder badminton, fodbold, gymnastik, håndbold, svømning og volleyball. Aktiviteterne foregår i Skægkærhallen eller på Skægkærskolen, svømning dog på Svømmecenter Nordvest i Silkeborg.

## Historie

### Jernbanen
Skægkær havde station på Silkeborg-Kjellerup-Rødkærsbro Jernbane (1924-68). Da banen blev anlagt, var der kun spredte gårde omkring stationen. Målebordsbladet fra 1900-tallet viser kun et trinbræt og kalder stedet Skjægkjær. Men stationsbygningen, der er bevaret på Skægkær Banevej 8, er opført i 1923.
Beliggenheden ved landevejen Silkeborg-Viborg (primærrute 52) bidrog også til, at der opstod en by. Der er bygget huse på det gamle stationsterræn, men syd for Skægkær Banevej og nord for Sindingvej er banetracéet bevaret som Kjellerupstien, der går mellem Lysbro og Lemming Station.